# Léopold Boisselle
Léopold Boisselle, né le 14 juin 1903 et mort le 15 mars 1964 à Rennes,,, est un coureur cycliste français. Professionnel entre 1926 et 1932, il s'est imposé à deux reprises sur l'épreuve Nantes-Saint-Nazaire-Nantes. Il a également participé à trois éditions du Tour de France.

## Palmarès et résultats

### Palmarès par année
- 1930
  - Nantes-Saint-Nazaire-Nantes
- 1931
  - Nantes-Saint-Nazaire-Nantes

### Résultats sur les grands tours

#### Tour de France
2 participations
- 1928 : abandon (5e étape)
- 1929 : 42e
- 1930 : 40e